# Rammersmatt
Rammersmatt [ʁaməʁsmat]  est une commune française située dans l'aire d'attraction de Mulhouse et faisant partie de la collectivité européenne d'Alsace (circonscription administrative du Haut-Rhin), en région Grand Est.
Cette commune se trouve dans la région historique et culturelle d'Alsace.

## Géographie
C'est une des 188 communes du parc naturel régional des Ballons des Vosges.
| Bitschwiller-lès-Thann |                 | Thann    |
| Bourbach-le-Haut       | Rammersmatt     | Leimbach |
|                        | Bourbach-le-Bas | Roderen  |

### Hydrographie

#### Réseau hydrographique
La commune est dans le bassin versant du Rhin au sein du bassin Rhin-Meuse. Elle est drainée par le Baerenbach et le Kaltenbach,,.

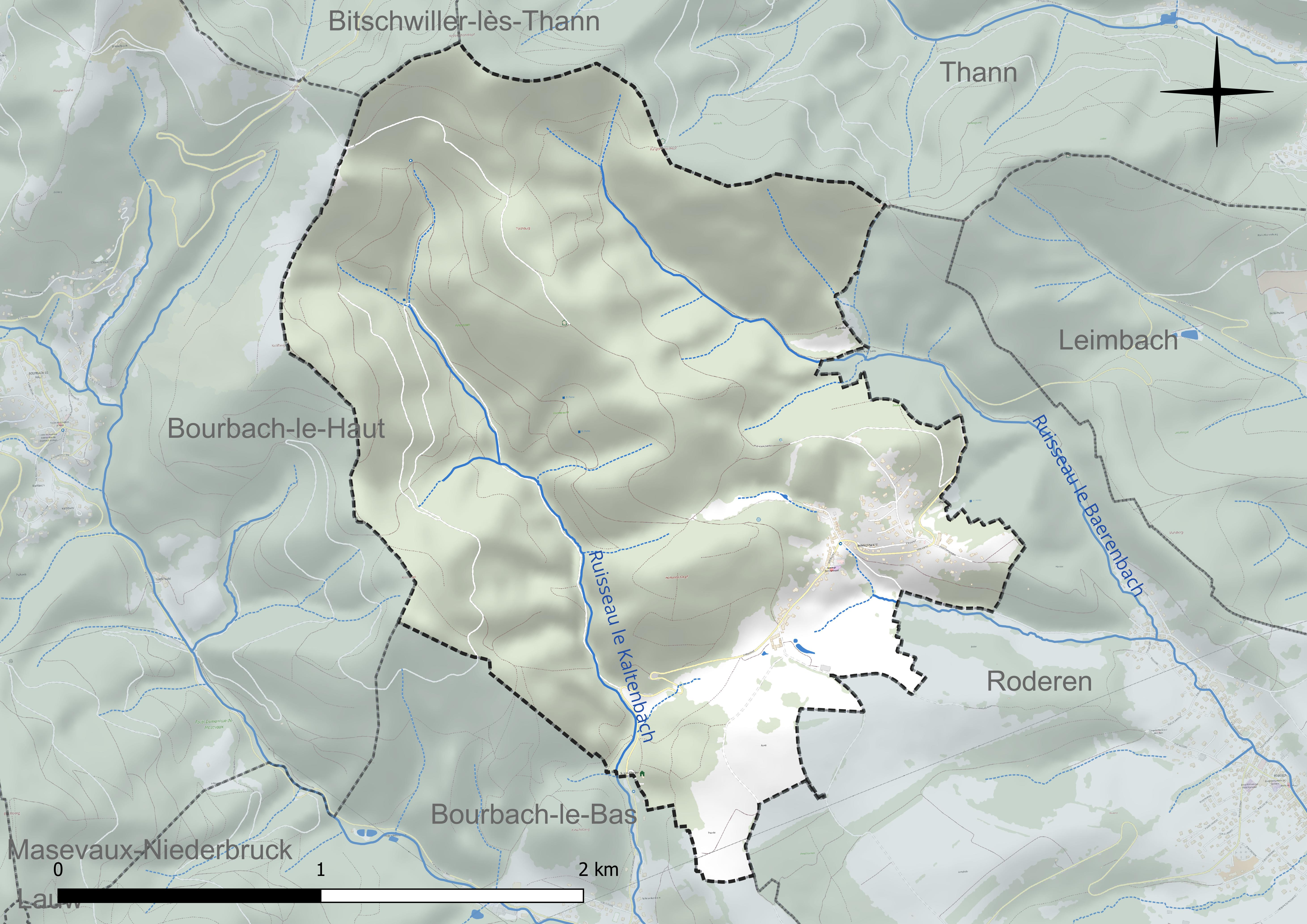
Réseau hydrographique de Rammersmatt.

#### Gestion et qualité des eaux
Le territoire communal est couvert par le schéma d'aménagement et de gestion des eaux (SAGE) « Doller ». Ce document de planification concerne le bassin versant de la Doller dont le territoire s’étend sur 280 km2. Il a été approuvé le 15 janvier 2020. La structure porteuse de l'élaboration et de la mise en œuvre est le syndicat mixte « Rivières de Haute-Alsace ».
La qualité des cours d’eau peut être consultée sur un site dédié géré par les agences de l’eau et l’Agence française pour la biodiversité.

### Climat
Pour des articles plus généraux, voir Climat du Grand Est et Climat du Haut-Rhin.
En 2010, le climat de la commune est de type climat de montagne, selon une étude du Centre national de la recherche scientifique s'appuyant sur une série de données couvrant la période 1971-2000. En 2020, Météo-France publie une typologie des climats de la France métropolitaine dans laquelle la commune est exposée à un climat semi-continental et est dans la région climatique  Vosges, caractérisée par une pluviométrie très élevée (1 500 à 2 000 mm/an) en toutes saisons et un hiver rude (moins de 1 °C).
Pour la période 1971-2000, la température annuelle moyenne est de 9,4 °C, avec une amplitude thermique annuelle de 17,1 °C. Le cumul annuel moyen de précipitations est de 1 178 mm, avec 11,4 jours de précipitations en janvier et 10,9 jours en juillet. Pour la période 1991-2020, la température moyenne annuelle observée sur la station météorologique de Météo-France la plus proche, « Bits.-lès-Thann », sur la commune de Bitschwiller-lès-Thann à 5 km à vol d'oiseau, est de 10,0 °C et le cumul annuel moyen de précipitations est de 1 309,4 mm. 
La température maximale relevée sur cette station est de 38,9 °C, atteinte le 7 août 2015 ; la température minimale est de −19,5 °C, atteinte le 12 janvier 1987,,.
Les paramètres climatiques de la commune ont été estimés pour le milieu du siècle (2041-2070) selon différents scénarios d'émission de gaz à effet de serre à partir des nouvelles projections climatiques de référence DRIAS-2020. Ils sont consultables sur un site dédié publié par Météo-France en novembre 2022.

## Urbanisme

### Typologie
Au 1er janvier 2024, Rammersmatt est catégorisée commune rurale à habitat dispersé, selon la nouvelle grille communale de densité à sept niveaux définie par l'Insee en 2022.
Elle est située hors unité urbaine. Par ailleurs la commune fait partie de l'aire d'attraction de Mulhouse, dont elle est une commune de la couronne,. Cette aire, qui regroupe 132 communes, est catégorisée dans les aires de 200 000 à moins de 700 000 habitants,.

### Occupation des sols
L'occupation des sols de la commune, telle qu'elle ressort de la base de données européenne d’occupation biophysique des sols Corine Land Cover (CLC), est marquée par l'importance des forêts et milieux semi-naturels (84,7 % en 2018), une proportion sensiblement équivalente à celle de 1990 (84,9 %). La répartition détaillée en 2018 est la suivante : 
forêts (84,5 %), zones agricoles hétérogènes (5,4 %), zones urbanisées (5,3 %), terres arables (4,6 %), milieux à végétation arbustive et/ou herbacée (0,1 %). L'évolution de l’occupation des sols de la commune et de ses infrastructures peut être observée sur les différentes représentations cartographiques du territoire : la carte de Cassini (XVIIIe siècle), la carte d'état-major (1820-1866) et les cartes ou photos aériennes de l'IGN pour la période actuelle (1950 à aujourd'hui).

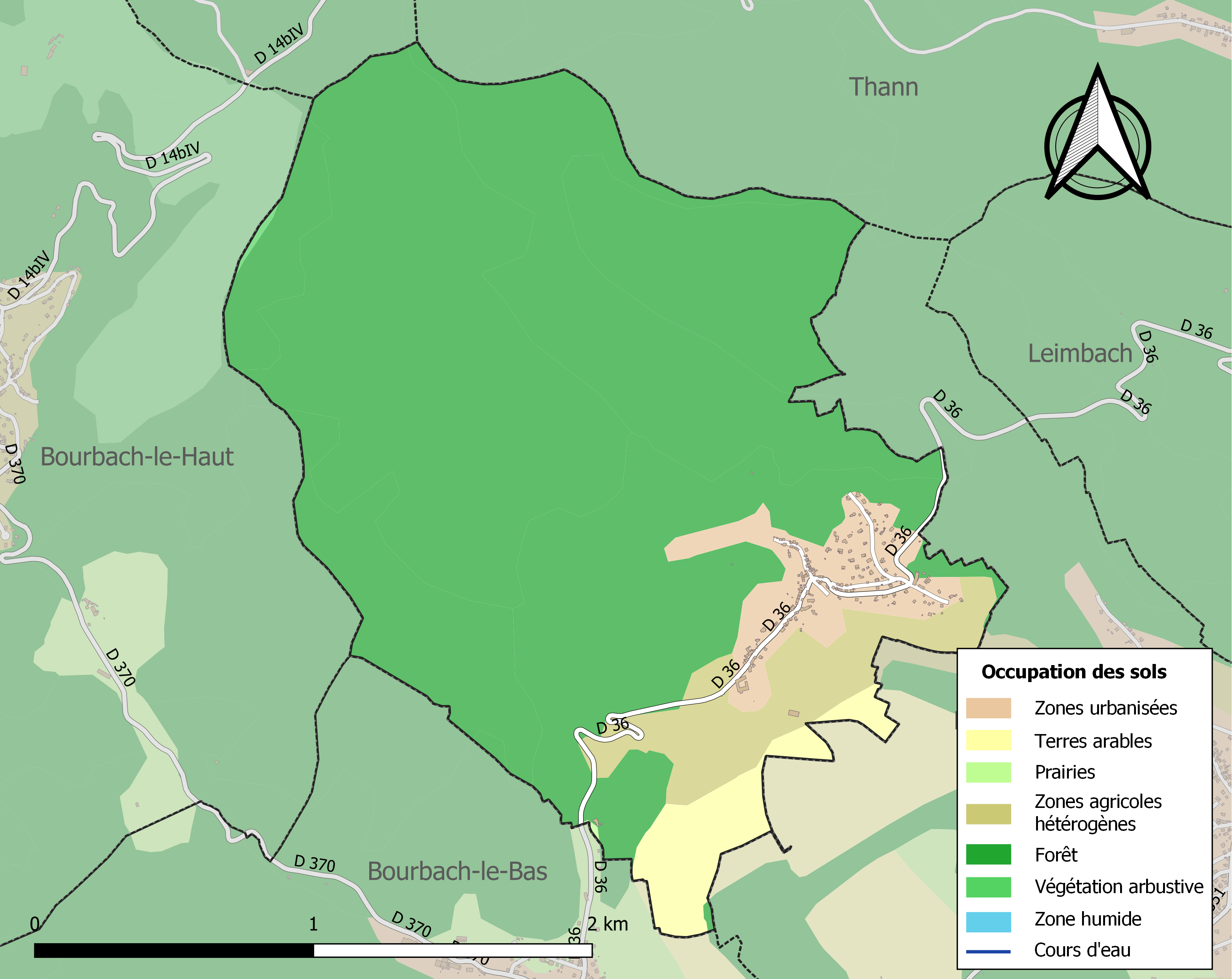
Carte des infrastructures et de l'occupation des sols de la commune en 2018 (CLC).

## Histoire
Village mentionné pour la première fois en 1302,.
La commune a été décorée le 30 janvier 1923 de la croix de guerre 1914-1918.
1983 : Rammersmatt est officiellement jumelée avec la commune bourguignonne de Saint-Albain, en Haut-Mâconnais.

### Héraldique
| Blason de Rammersmatt | Les armes de Rammersmatt se blasonnent ainsi : « D'argent à la rose de gueules boutonnées d'or, pointée, feuillée et tigée de sinople, issante de trois coupeaux de gueules. » |

## Politique et administration

### Budget et fiscalité 2014
En 2014, le budget de la commune était constitué ainsi :
- total des produits de fonctionnement : 185 000 €, soit 821 € par habitant ;
- total des charges de fonctionnement : 218 000 €, soit 969 € par habitant ;
- total des ressources d'investissement : 464 000 €, soit 2 063 € par habitant ;
- total des emplois d'investissement : 326 000 €, soit 1 448 € par habitant ;
- endettement : 756 000 €, soit 3 360 € par habitant.

Avec les taux de fiscalité suivants :
- taxe d'habitation : 6,00 % ;
- taxe foncière sur les propriétés bâties : 8,00 % ;
- taxe foncière sur les propriétés non bâties : 90,00 % ;
- taxe additionnelle à la taxe foncière sur les propriétés non bâties : 0,00 % ;
- cotisation foncière des entreprises : 0,00 %.

### Liste des maires
| Période                                  | Période   | Identité         | Étiquette | Qualité                                                      |
| ---------------------------------------- | --------- | ---------------- | --------- | ------------------------------------------------------------ |
| Les données manquantes sont à compléter. |           |                  |           |                                                              |
| 1945                                     | 1945      | Ernest Gissy     |           |                                                              |
| 1945                                     | mars 1971 | Paul Guth        |           |                                                              |
| mars 1971                                | juin 1995 | Gilbert Tschann  | DVG       | Maire honoraire Vice-président du SIVOM de Thann et environs |
| juin 1995                                | mars 2014 | René Grunewald   |           |                                                              |
| mars 2014                                | mai 2020  | Jean-Marie Bohli |           |                                                              |
| mai 2020                                 | En cours  | Benoît Haagen    |           | Employé dans la logistique                                   |

## Démographie
L'évolution du nombre d'habitants est connue à travers les recensements de la population effectués dans la commune depuis 1793. Pour les communes de moins de 10 000 habitants, une enquête de recensement portant sur toute la population est réalisée tous les cinq ans, les populations de référence des années intermédiaires étant quant à elles estimées par interpolation ou extrapolation. Pour la commune, le premier recensement exhaustif entrant dans le cadre du nouveau dispositif a été réalisé en 2008.

En 2022, la commune comptait 224 habitants, en évolution de +2,75 % par rapport à 2016 (Haut-Rhin : +0,66 %, France hors Mayotte : +2,11 %).
| 1793 | 1800 | 1806 | 1821 | 1831 | 1836 | 1841 | 1846 | 1851 |
| ---- | ---- | ---- | ---- | ---- | ---- | ---- | ---- | ---- |
| 218  | 215  | 239  | 275  | 332  | 337  | 364  | 400  | 386  |

| 1856 | 1861 | 1866 | 1871 | 1875 | 1880 | 1885 | 1890 | 1895 |
| ---- | ---- | ---- | ---- | ---- | ---- | ---- | ---- | ---- |
| 349  | 387  | 387  | 369  | 342  | 331  | 299  | 286  | 279  |

| 1900 | 1905 | 1910 | 1921 | 1926 | 1931 | 1936 | 1946 | 1954 |
| ---- | ---- | ---- | ---- | ---- | ---- | ---- | ---- | ---- |
| 286  | 286  | 283  | 257  | 236  | 220  | 217  | 185  | 159  |

| 1962 | 1968 | 1975 | 1982 | 1990 | 1999 | 2006 | 2008 | 2013 |
| ---- | ---- | ---- | ---- | ---- | ---- | ---- | ---- | ---- |
| 153  | 134  | 152  | 166  | 169  | 180  | 213  | 222  | 207  |

| 2018 | 2022 | - | - | - | - | - | - | - |
| ---- | ---- | - | - | - | - | - | - | - |
| 229  | 224  | - | - | - | - | - | - | - |

## Lieux et monuments
- Église paroissiale Saint-Jean-Gualbert[27], son orgue de 1881[28] et ses cloches de 1803[29] et 1826[30].
- Croix monumentale[31].
- Monuments commémoratifs[32],[33].

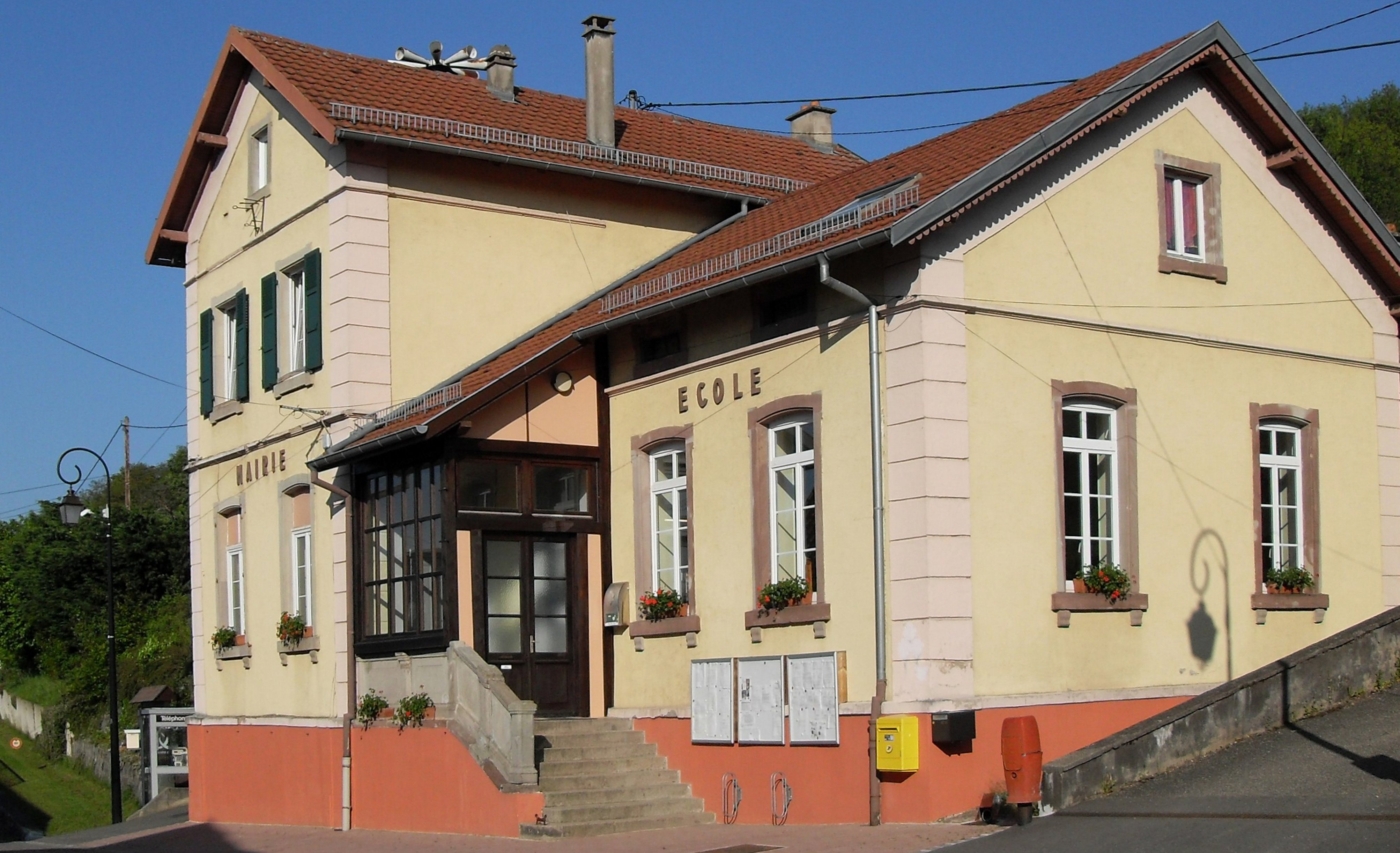
La mairie-école.
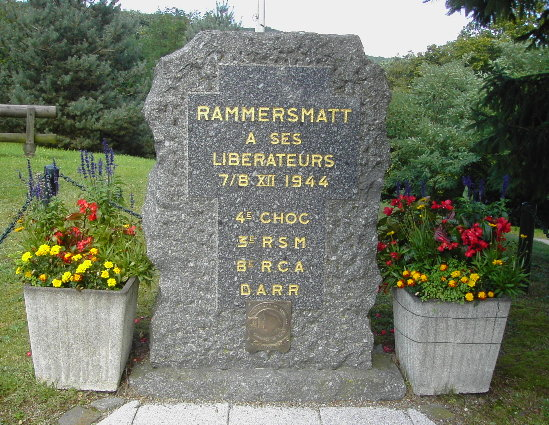
Stèle de la libération de Rammersmatt.
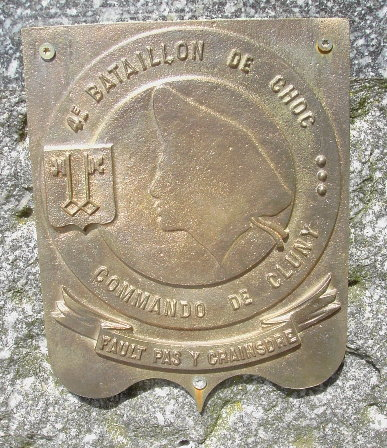
Plaque du 4e Bataillon de choc / Commando de Cluny.

## Personnalités liées à la commune
- Roger Claudel (1911-1944), mort pour la France près de Rammersmatt.
- Lilou Godel (2003), Championne de Slalom Géant[34],[35].